# Notti e nebbie
Notti e nebbie è una miniserie televisiva del 1984.

## Descrizione
Diretto da Marco Tullio Giordana, lo sceneggiato è tratto dall'omonimo romanzo di Carlo Castellaneta. Andò in onda in prima visione su Rai 2.
È stato replicato nell'agosto 2011 all'interno della rubrica Rewind di Rai Storia.

## Trama
Il film racconta le vicissitudini di Bruno Spada, commissario di polizia a Milano negli anni della Repubblica Sociale e della Resistenza. Egli svolge i suoi compiti di polizia politica, controllo della fedeltà dei dirigenti e funzionari della Repubblica e repressione delle clandestine attività antifasciste, in una Milano e un'Italia lacerata da una vera e propria guerra civile.
Attentati, violenze, torture, tradimenti, attraversano la vita di questo funzionario, lacerando a loro volta la sua coscienza e facendo vacillare le sue motivazioni di funzionario fascista, portandogli enormi crisi di coscienza e forti dubbi esistenziali. Morirà fucilato il 25 aprile 1945 per mano dei partigiani che quel giorno rovesciarono il regime repubblicano  e liberarono la città dall'occupazione tedesca.

## Il film nella critica cinematografica
Il film ha trovato una buona accoglienza dai critici cinematografici. I critici Paolo Mereghetti e Laura, Luisa e Morando Morandini nei loro dizionari del cinema lodano soprattutto la prova di Umberto Orsini nei panni del protagonista, che riesce a dare una umanità e uno spessore inusitato alla figura del commissario fascista. I critici hanno apprezzato il film definendolo "il migliore dei pochi film italiani che hanno raccontato dalla parte del fascismo repubblichino il tragico periodo di Salò, della Resistenza, della guerra civile".
Allo stesso tempo è lodata la imparzialità del regista, che "non cerca giustificazioni per il suo protagonista (che non si interroga mai sull'adesione al fascismo), ma neanche ne fa una specie di eroe al negativo". Come constata Mereghetti, "se una fascinazione esiste, è per l'atmosfera decadente di un mondo che sa di essere destinato alla sconfitta, e che la regia evidenzia con scelte estetiche antitelevisive: inquadrature ricercate, una certa ostentazione nell'arredamento, carrelli e movimenti di macchine".
Il regista Giordana ha puntato anche molto sulla ricostruzione d'epoca; nel film si notano parecchi manifesti, canzoni e uniformi peculiari dell'epoca della Repubblica di Salò. Il film che sta vedendo Bruno Spada quando viene ferito dai partigiani è La bella addormentata di Chiarini, film uscito nel 1942 in cui c'erano i noti attori Osvaldo Valenti e Luisa Ferida, compagni anche nella vita che rimasero fedeli al regime fascista fino alla Liberazione e, sospettati di legami con la banda Koch, furono fucilati dai partigiani.
Dal punto di vista formale il film è interessante, grazie alla ottima fotografia 16 mm di Franco Delli Colli e le scene di Armando Nobili che rievocano efficacemente una Milano livida e allucinata. Nel film è inoltre evidente una grande influenza del melodramma e del noir hollywoodiano, evidente nel ritratto compiaciuto della putrefazione morale e della corruzione fisica del regime fascista dell'epoca e nella misoginia dei ruoli femminili.